# Milan Vader
Milan Vader (Middelburg, 18 de febrer de 1996) és un esportista neerlandès que competeix en ciclisme de muntanya en la disciplina de cross-country olímpic. Va guanyar una medalla de bronze en el Campionat Europeu de Ciclisme de Muntanya de 2019, en la prova individual. En carretera, el 2022, fitxà pel Team Jumbo-Visma.

## Palmarès internacional[3]
| Campionat Europeu | Campionat Europeu      | Campionat Europeu | Campionat Europeu     |
| Any               | Lloc                   | Medalla           | Competició            |
| ----------------- | ---------------------- | ----------------- | --------------------- |
| 2019              | Brno (República Txeca) | 3                 | Cross-country olímpic |